# 春興殿

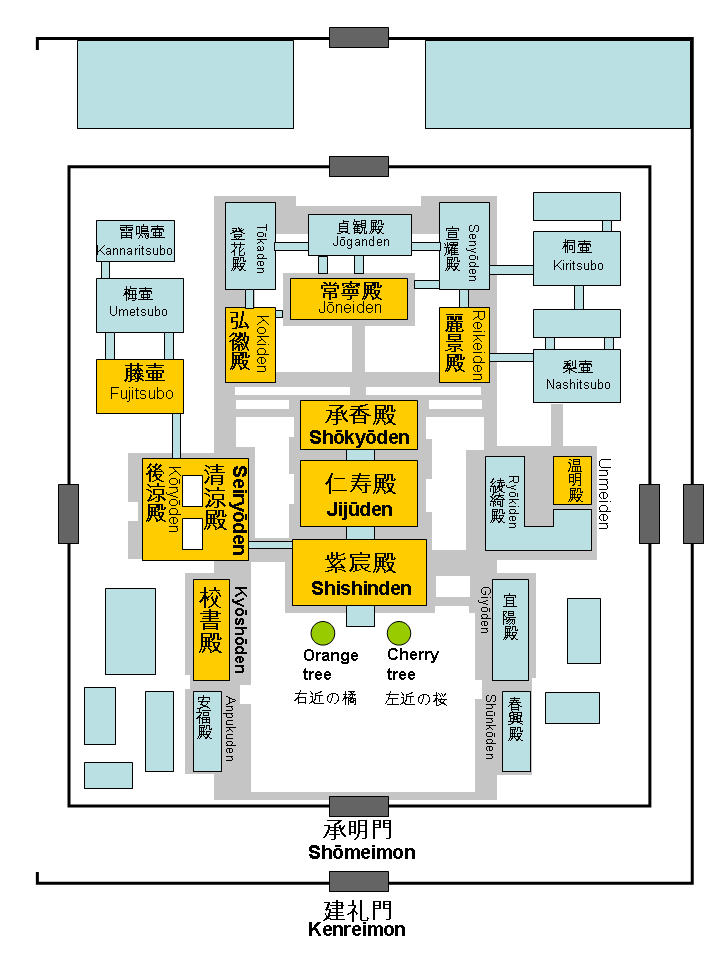
平安京内裏図

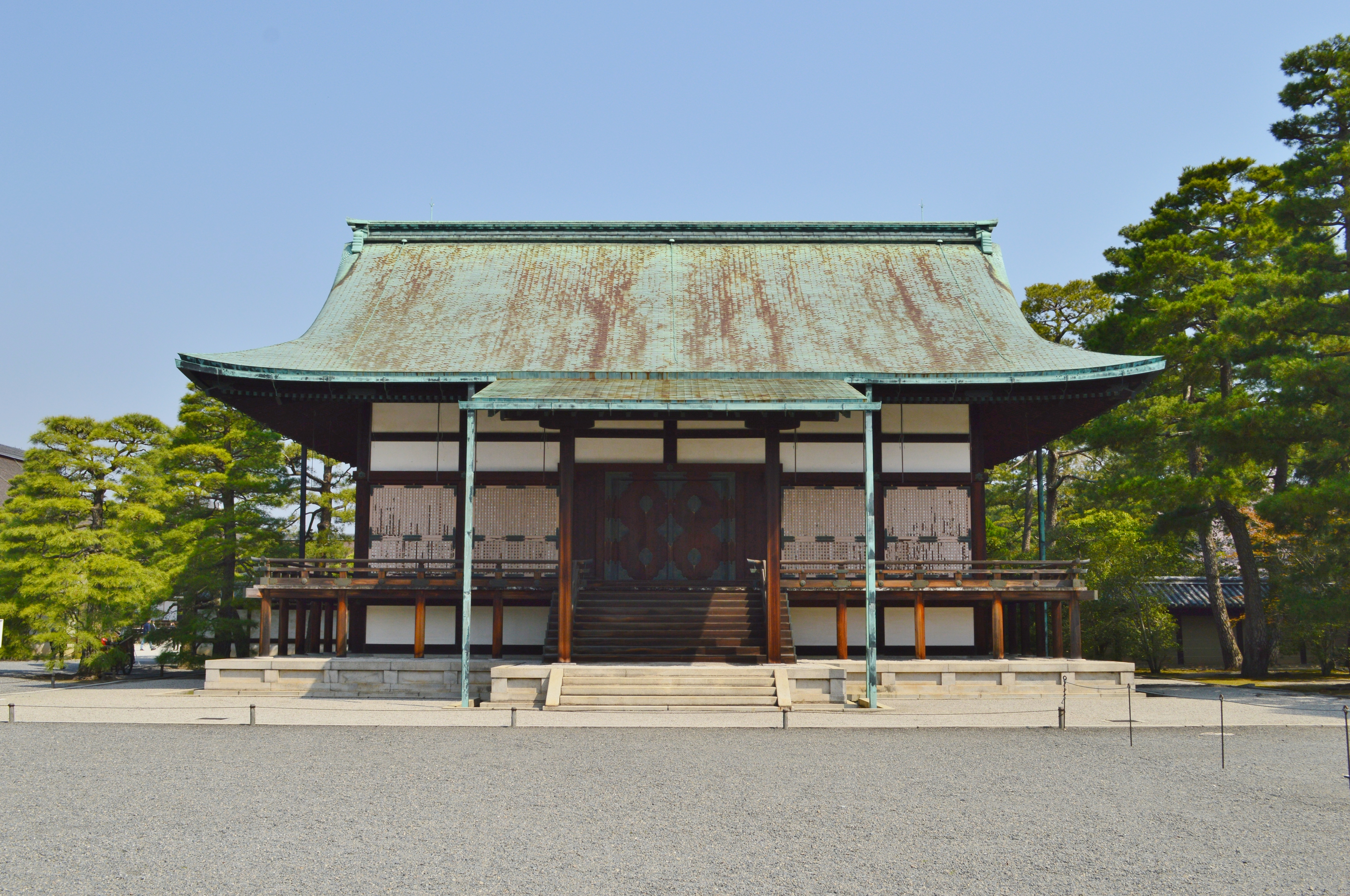
京都御所の春興殿

春興殿（しゅんこうでん、しゅんきょうでん）は、平安京内裏十七殿の一。紫宸殿の南東、日華門の南にあり、西の安福殿と大庭をへだてて相対する。武具などを置いた。鎌倉時代、神鏡を置き、内侍所（賢所）ともなる。
身舎は東西2間、南北7間、北廂は東西2間、南北1間、東廂は東西1間、南北8間、東の孫廂は東西1間、南北6間、その南の方東西1間、南北2間は東、南が塀に囲まれる。南面中央に1間四方の廂であると思われる所がある。身舎の西面、北、および南からの第二の間に戸口があり、その前が土廂である。
里内裏の春興殿は日華門の北、内侍所を奉安としたという。
現在の京都御所にも同名の殿舎があるが、平安時代の頃の春興殿とは、位置関係が異なり、安政年間に造営された内侍所（賢所）のあった場所に大正天皇の即位礼にあたり造営された。